# گلوریا دو گویتا
گلوریا دو گویتا (به پرتغالی: Glória do Goitá) یک منطقهٔ مسکونی در برزیل است که در پرنامبوکو واقع شده‌است. گلوریا دو گویتا ۲۳۱٫۱۹ کیلومتر مربع مساحت و ۳۰٬۷۵۱ نفر جمعیت دارد و ۱۵۸ متر بالاتر از سطح دریا واقع شده‌است.